# Newport Stadium
Il Newport Stadium è uno stadio situato a Newport in Galles, la cui capacità è di 4300 posti, 1100 dei quali sono a sedere in tribuna centrale coperta. In questo impianto il Newport County A.F.C. disputa gli incontri di calcio casalinghi. La struttura è parte integrante del City of Newport International Sports Village e la sua manutenzione è a carico del Comune.